# Río Pedro
El Pedro es un río del interior de la península ibérica, afluente del Duero. Discurre por la provincia española de Soria.

## Descripción
El río tendría su origen en la sierra de Pela, en el entorno de la localidad homónima. Tras dejar a ambos lados de su cauce localidades como Noviales, Cuevas de Ayllón, Ligos, Piquera, Peñalba y Aldea, termina desembocando en el río Duero. Aparece descrito en el decimosegundo volumen del Diccionario geográfico-estadístico-histórico de España y sus posesiones de Ultramar de Pascual Madoz de la siguiente manera:

PEDRO: r., tiene su nacimiento en la sierra Pela, térm. jurisd. del pueblo de su nombre, en unas fuentes denominadas el Manadero; baña en seguida los térm. de Noviales, Torresuso, Montejo, Liceras, Las Cuevas de Aillon, Ligos, Torraño, Fuentecambron, Peñalba, Aldea y Soto, sit. á su izq.; y los de Torremocha, Piquera y San Esteban, colocados á la márg. der.; por medio de canales de madera fertiliza el térm. de Rebollosa, y con aguas de pie los de Piquera, Peñalba y Soto; da sus escasas aguas al Duero por la jurisd. de San Estéban, y en su curso tortuoso de 5 leg. impulsa 7 molinos harineros é igual número de batanes, y le atravisan 4 insignificantes puentes de madera.
(Madoz, 1849, p. 738)

Perteneciente a la cuenca hidrográfica del Duero, sus aguas terminan vertidas en el océano Atlántico.